# Magia kłamstwa

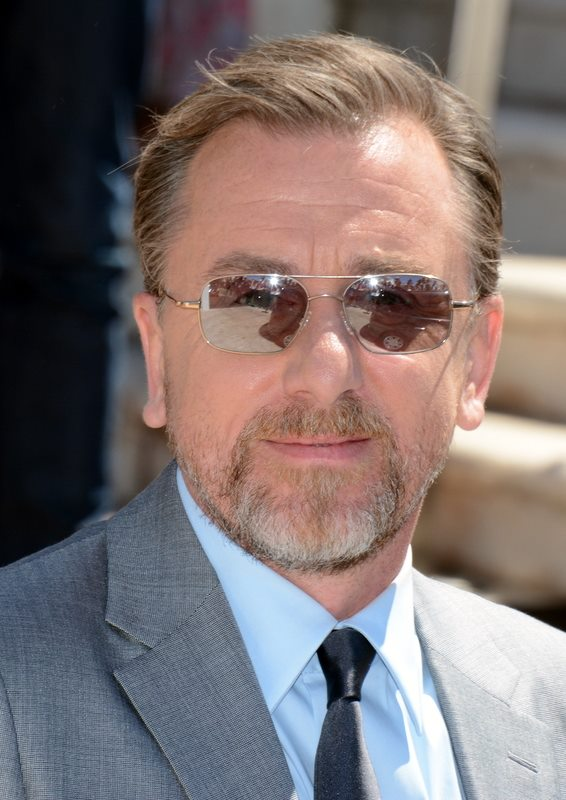
Tim Roth (2014)

Magia kłamstwa (ang. Lie to me) – amerykański serial telewizyjny pokazujący życie zawodowe dr. Cala Lightmana i jego kolegów z „The Lightman Group”. Mają za zadanie „rozszyfrowywać” uczucia ludzi, wyrażane mową ciała. 
Pomagają FBI, CIA, policji. Udzielają pomocy kancelariom prawniczym, korporacjom i osobom prywatnym. Pomaga im w tym umiejętność interpretowania mikroekspresji. W rolę dr. Lightmana wcielił się Tim Roth. Jego postać powstała na wzór dr. Paula Ekmana, eksperta w dziedzinie mowy ciała.
Premiera pierwszego sezonu odbyła się 21 stycznia 2009 roku na kanale FOX. Emisja drugiego sezonu rozpoczęła się 28 września 2009 roku. W Polsce serial można zobaczyć na kanałach Canal+ i TVP2.
Fox podjął decyzję o zakończeniu produkcji serialu 10 maja 2011 na trzeciej serii.

## Bohaterowie
- Cal Lightman (Tim Roth) – naukowiec – behawiorysta. Specjalizuje się w dziedzinie rozszyfrowywania ludzkich kłamstw. Jest założycielem „Grupy Lightmana”. Dla swoich podwładnych jest surowy i zdystansowany. Ze swoją byłą żoną Zoe ma córkę Emily (Hayley McFarland).
- Gillian Foster (Kelli Williams) – psycholog, współwłaścicielka „Grupy Lightmana”, jak również przyjaciółką samego Lightmana. Nie ma dzieci.
- Eli Loker (Brendan Hines) – podwładny Lightmana, opiekuje się laboratorium. Mówi to, co myśli i rzadko kłamie, sam nazywa to „radykalną szczerością”
- Ria Torres (Monica Raymund) – podwładna Lightmana. Do grupy zostaje zwerbowana na początku pierwszego sezonu. Rozszyfrowywanie kłamstw przychodzi jej naturalnie. W pierwszym sezonie była związana z pracownikiem Tajnych Służb (Karl Dupree).
- Ben Reynolds (Mekhi Phifer) – podwładny Lightmana. Jak sam twierdzi, pracuje dla FBI, a nie dla Cala. Zwerbowany pod koniec pierwszego sezonu.
- Emily Lightman (Hayley McFarland) – nastoletnia córka doktora Lightmana oraz jego byłej żony, Zoe Landau (Jennifer Beals).

W epizodach wystąpili m.in.: Melissa George, Stacy Edwards, Tricia Helfer, Miguel Ferrer, John Amos, Megan Follows.

## Odcinki
| Sezon | Sezon   | Liczba odcinków | Data premiery pierwszego odcinka (Fox) | Data premiery ostatniego odcinka (Fox) |
| ----- | ------- | --------------- | -------------------------------------- | -------------------------------------- |
|       | Sezon 1 | 13              | 21 stycznia 2009                       | 13 maja 2009                           |
|       | Sezon 2 | 22              | 28 września 2009                       | 13 września 2010                       |
|       | Sezon 3 | 13              | 4 października 2010                    | 31 stycznia 2011                       |

## DVD
| Sezon | Daty wydania     | Daty wydania     | Ep # | Dodatkowe informacje |
| Sezon | Region 1         | Region 2         | Ep # | Dodatkowe informacje |
| ----- | ---------------- | ---------------- | ---- | --- |
| 1     | 25 sierpnia 2009 | 14 września 2009 | 13   | 3 płyty DVD (w Wielkiej Brytanii 4) obejmujące wszystkie 13 odcinków. Dodatki zawierają „Poradnik wykrywania kłamstw Grupy Lightmana”. Czas trwania: 605 minut. |